# Централна Екватория
Централна Екватория (на английски: Central Equatoria; на арабски: الاستوائية الوسطى) е една от 10-те провинции на Южен Судан. Разположена е в южната част на страната. Заема площ от 22 956 км² и има население от 1 103 592 души (по данни от 2008 година). Главен град на провинцията е Джуба, която е и столица на Република Южен Судан.